# Corey Brown
Corey Edward Brown (Brisbane, 7 januari 1994) is een Australisch voetballer die doorgaans speelt als linkerverdediger. In juli 2023 tekende hij voor Brisbane Roar.

## Clubcarrière
Brown speelde in de jeugd voetbal op zijn hogeschool bij de Queensland Academy of Sport. In 2009 werd hij door die club verhuurd aan Brisbane City, maar daarvoor kwam hij geen enkele keer in actie. In 2010 ging hij aan de slag bij het Australian Institute of Sport, waarvoor hij in jeugdcompetities speelde. In 2011 werd de verdediger overgenomen door Brisbane Roar. Daar tekende hij een contract voor twee jaar en hij kwam direct in het eerste elftal terecht. Op 16 mei 2012 debuteerde Brown als profvoetballer, toen er in de AFC Champions League gespeeld werd tegen het Chinese Beijing Guoan. Brown speelde de gehele wedstrijd en er werd met 1–1 gelijkgespeeld.
Waar hij in het seizoen 2011/12 nog niet in actie kwam in de competitie en het jaar erop slechts vier duels speelde, kreeg de linksback vanaf de jaargang 2013/14 een belangrijkere rol in het team. In 2015 verlengde de Australiër zijn verbintenis tot medio 2018. Na afloop van dit contract vertrok hij transfervrij naar Melbourne Victory. In januari 2020 keerde Brown weer terug bij Brisbane Roar. Medio 2022 vertrok Brown bij Brisbane, om een jaar later terug te keren.

## Clubstatistieken
| Seizoen | Club              | Competitie | Competitie | Competitie | Beker | Beker | Internationaal | Internationaal | Totaal | Totaal |
| Seizoen | Club              | Competitie | Wed.       | Dlp.       | Wed.  | Dlp.  | Wed.           | Dlp.           | Wed.   | Dlp.   |
| ------- | ----------------- | ---------- | ---------- | ---------- | ----- | ----- | -------------- | -------------- | ------ | ------ |
| 2011/12 | Brisbane Roar     | A-League   | 0          | 0          | 0     | 0     | 1              | 0              | 1      | 0      |
| 2012/13 | Brisbane Roar     | A-League   | 4          | 0          | 0     | 0     | 0              | 0              | 4      | 0      |
| 2013/14 | Brisbane Roar     | A-League   | 15         | 0          | 0     | 0     | —              | —              | 15     | 0      |
| 2014/15 | Brisbane Roar     | A-League   | 17         | 0          | 2     | 1     | 3              | 0              | 22     | 1      |
| 2015/16 | Brisbane Roar     | A-League   | 15         | 1          | 0     | 0     | —              | —              | 15     | 1      |
| 2016/17 | Brisbane Roar     | A-League   | 25         | 1          | 1     | 0     | 4              | 0              | 30     | 1      |
| 2017/18 | Brisbane Roar     | A-League   | 12         | 0          | 1     | 0     | 0              | 0              | 13     | 0      |
| 2018/19 | Melbourne Victory | A-League   | 23         | 1          | 2     | 0     | —              | —              | 25     | 1      |
| 2019/20 | Melbourne Victory | A-League   | 6          | 0          | 1     | 0     | 5              | 0              | 12     | 0      |
| 2019/20 | Brisbane Roar     | A-League   | 15         | 1          | 0     | 0     | —              | —              | 15     | 1      |
| 2020/21 | Brisbane Roar     | A-League   | 26         | 0          | 0     | 0     | —              | —              | 26     | 0      |
| 2021/22 | Brisbane Roar     | A-League   | 12         | 1          | 2     | 1     | —              | —              | 14     | 2      |
| 2022/23 | —                 | —          | —          | —          | —     | —     | —              | —              | —      | —      |
| 2023/24 | Brisbane Roar     | A-League   | 13         | 1          | 1     | 0     | —              | —              | 14     | 1      |
| 2024/25 | Brisbane Roar     | A-League   | 7          | 0          | 0     | 0     | —              | —              | 7      | 0      |
| Totaal  | Totaal            | Totaal     | 190        | 6          | 10    | 2     | 13             | 0              | 213    | 8      |

Bijgewerkt op 16 juni 2025.

## Erelijst
| A-League | 1 | 2013/14 |